# 카즈하 (가수)
나카무라 카즈하(中村一葉, 2003년 8월 9일 ~ )는 일본의 가수이다. 현재 LE SSERAFIM의 일원으로 활동하고 있다. 

## 어린 시절
2003년 8월 9일 부모님 사이에 일본 오사카부 오사카시에서 태어나 자랐다. 3세 무렵부터 어머니의 권유로 오사카부 다카쓰키시에 있는 하시모토 사치요 발레 스쿨에 다니기 시작해, 클래식 발레와 컨템포러리 댄스 수업을 받았다. 13세 무렵부터 고베 전국 서양 춤 콩쿠르를 비롯한 다양한 대회에 출전을 하고 호성적을 남겼다.
2020년, 러시아 모스크바의 볼쇼이 아카데미, 영국 로얄 발레 스쿨에서의 연수 후, 네덜란드에 있는 네덜란드 국립 발레 아카데미에 발레 유학을 갔다. 발레를 시작한 15년째가 되는 유학 1년째 무렵, 발레를 하고 있는 자신에 대해 고민을 하기 시작한다.
유학 전에 블랙핑크의 뮤직비디오를 우연히 본 것을 계기로 오사카에서 열린 블랙핑크의 콘서트에 갔으며 2021년 HYBE의 K-POP 오디션에 참가하였다. 유학 중이던 네덜란드에서 방탄소년단의 Dynamite 안무 동영상과 발레 동영상을 보냈다. 온라인으로 오디션을 받고 합격을 했다. 합격 당시 학교에서 발레단 오디션 준비와 겹쳐 고민하고 있었지만, 새로운 길로 나아가겠다고 결심해 도전하였다.
11개월 반의 연습생 기간을 거쳐 2022년 4월 8일에 LE SSERAFIM의 멤버로서 공개되어 5월 2일 데뷔하였다.